# 二条定高
二条 定高（にじょう さだたか）は、鎌倉時代前期の公卿。藤原北家勧修寺流九条家、参議・九条光長の子。官位は正二位、権中納言、按察使。二条東洞院に邸宅を有していたため「二条」と称される。

## 経歴
建久9年（1198年）土御門天皇の即位に伴って六位蔵人に補せられ、まもなく従五位下に叙爵する。建仁2年（1202年）遠江守に任ぜられると、伊賀守・越後守・肥前守と地方官を歴任し、この間建仁4年（1204年）従五位上、建永2年（1207年）正五位下と昇進した。
承元3年（1209年）兄・海住山長房の参議辞任による譲りを受けて右少弁に抜擢されると、同年に正五位上・左少弁、建暦元年（1211年）従四位下・左中弁、建保元年（1213年）従四位上と弁官を務めながら順調に昇進し、建保2年（1214年）に右大弁兼蔵人頭に任ぜられた。また同年には安房国を知行国として与えられている。
建保6年（1218年）参議兼左大弁に任じられ公卿に列すと、承久元年（1219年）従三位、翌承久2年（1220年）には上席の参議であった藤原定家・藤原経通・中山忠定を超えて権中納言に昇った。
従四位下の位階を譲られるほど葉室宗行と親しかったが、承久3年（1221年）に発生した承久の乱において、定高は兄・長房と共に後鳥羽上皇の挙兵に反対する立場に回り、宗行と運命を分けた。九条道家からの信頼が厚く、承久の乱後にはその政治顧問の最上位を占めて平経高らと道家を支えた。鎌倉幕府からは好意的に見られ、関東申次であった道家の下で実際の幕府との交渉を行っていたのは全て定高であったとされている。また、斎宮であった後鳥羽上皇の皇女・凞子内親王を深草の別邸で引き取ったことでも知られている。貞永元年（1232年）正二位に昇るが権中納言を辞任、嘉禎2年（1236年）按察使に任ぜられる。
暦仁元年（1238年）正月21日に病のために出家、翌22日薨去。享年49。

## 官歴
『公卿補任』による。
- 建久9年（1198年） 正月11日：六位蔵人（名字為定、本名忠長）。正月24日：従五位下
- 建仁2年（1202年） 正月21日：遠江守（蔵人巡、名字経光）
- 建仁4年（1204年） 正月5日：従五位上（白河院応徳3年御即位給）
- 元久2年（1205年） 8月9日：伊賀守（前近江守参議長房給）
- 元久3年（1206年） 4月3日：越後守（元伊賀守、止源兼時任之、～給）
- 建永2年（1207年） 正月5日：正五位下（後白河院嘉応元年御給）
- 承元元年（1207年） 12月9日：肥前守（前越後守）
- 承元2年（1208年） 8月8日：兼皇后宮権大進（皇后・大炊御門麗子）
- 承元3年（1209年） 正月13日：右少弁（長房辞参議申任之、大進如元、藤原宣房転権右中弁替）。4月14日：左少弁、正五位上
- 建暦元年（1211年） 正月18日：権右中弁。正月19日：従四位下（宗行朝臣院司賞譲）。9月8日：右中弁（母喪間）。10月13日：左中弁
- 建暦2年（1212年） 5月29日：兼修理左宮城使
- 建保元年（1213年） 3月15日：従四位上（賀茂行幸行事賞）
- 建保2年（1214年） 12月1日：右大弁、蔵人頭。12月4日：禁色
- 建保3年（1215年） 正月5日：正四位下（法勝寺御経供養行事賞）
- 建保4年（1216年） 3月28日：兼中宮亮（中宮・藤原立子）
- 建保6年（1218年） 正月13日：参議兼左大弁、中宮亮如元
- 承久元年（1219年） 正月5日、従三位（臨時）。正月22日：兼讃岐権守
- 承久2年（1220年） 正月22日：権中納言
- 貞応元年（1222年） 11月22日：正三位
- 安貞2年（1228年） 3月20日：従二位（朝覲行幸院司賞）
- 貞永元年（1232年） 正月30日：辞権中納言、正二位（藤原国通超越）
- 天福元年（1233年） 4月：本座
- 嘉禎2年（1236年） 12月19日：按察使
- 嘉禎4年（1238年） 正月21日：依病出家。正月22日：薨去

## 系譜
- 父：九条光長
- 母：藤原朝親の娘
- 妻：藤原親雅の娘
  - 男子：九条忠高（1213年 - 1276年）
- 生母不明の子女
  - 男子：九条有経
  - 女子：和徳門院女房按察 - 仲恭天皇乳母
  - 女子：花山院定雅室
  - 女子：吉田為経室（? - 1274年）
  - 女子：姉小路顕朝室
  - 女子：尚侍家女房中納言局
  - 女子：一条実経室